# Silverstein Properties
Silverstein Properties, Inc. ist eine US-amerikanische Immobiliengesellschaft, die ihren Sitz in New York City hat.
Das Unternehmen wurde im Jahr 1957 von Harry Silverstein gegründet. Heute ist dessen Sohn Larry Silverstein Vorsitzender von Silverstein Properties. Im Jahr 2008 waren laut Angaben der Webseite von Silverstein Properties Immobilien im Wert von rund 10 Milliarden US-Dollar im Besitz des Unternehmens. Die meisten Immobilien von Silverstein Properties sind Büros und Wohnungen in New York, die in Wolkenkratzern untergebracht sind.

## World Trade Center
Bekannt wurde das Unternehmen durch das alte und neue World Trade Center. Im Juli 2001 pachtete Silverstein Properties die am 11. September 2001 bei Anschlägen zerstörten Twin Towers. Kurz danach gab das Unternehmen bekannt, den Komplex wieder aufzubauen. Ein Gebäude, das 7 World Trade Center, wurde 2006 eröffnet und ist seitdem Hauptsitz der Gesellschaft. Silverstein Properties ist auch der Eigentümer des restlichen Komplexes, der 2014 eröffnet worden ist. Eigentümer des One World Trade Center, dem höchsten Turm, ist aber die New Yorker Hafenbehörde.
Die Finanzierung des Komplexes kommt überwiegend von Versicherungsgeldern, die Silverstein nach den Terroranschlägen erhalten hatte. Insgesamt bekam das Unternehmen 4,577 Milliarden US-Dollar zugesprochen, da der World-Trade-Center-Komplex gegen Terroranschläge versichert war. Larry Silverstein verklagte 2004 seine Versicherung, unter anderen die deutsche Allianz, auf die doppelte Menge der ursprünglichen Versicherungssumme (insgesamt 7,1 Mrd. US-Dollar), mit dem Argument, es hätte sich am 11. September um zwei Anschläge gehandelt, da es sich im Falle des World Trade Centers um zwei Türme handelte und somit auch zwei Anschläge stattgefunden hätten. Das Gericht teilte die Versicherer in der zweiten Instanz in zwei Gruppen auf, je nach Art der Versicherungsverträge. Vier Versicherer wurden zur Zahlung der einfachen Summe verurteilt, neun weitere zur Zahlung der Doppelten (insgesamt 4,577 Mrd. US-Dollar), damit gab das Gericht Silverstein somit teilweise Recht. Insbesondere die Allianz weigerte sich zunächst diesen Betrag auszuzahlen. In einem Interview einer deutschen Zeitschrift mit Larry Silverstein im Februar 2007 erschien die Schlagzeile „Versicherungen, zahlt endlich!“, womit Silverstein auf die Schwierigkeiten mit den Versicherungen hinwies.

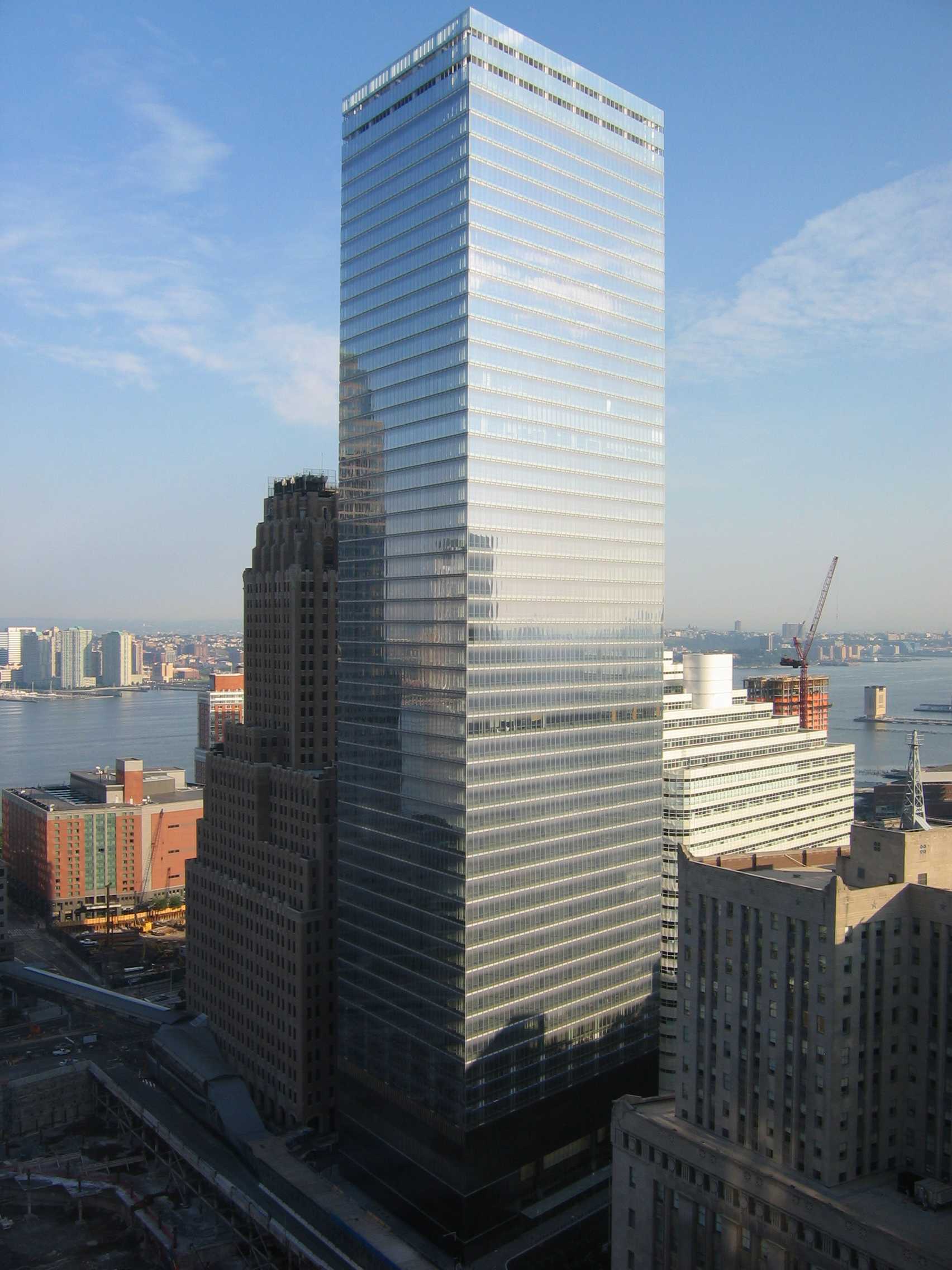
7 World Trade Center

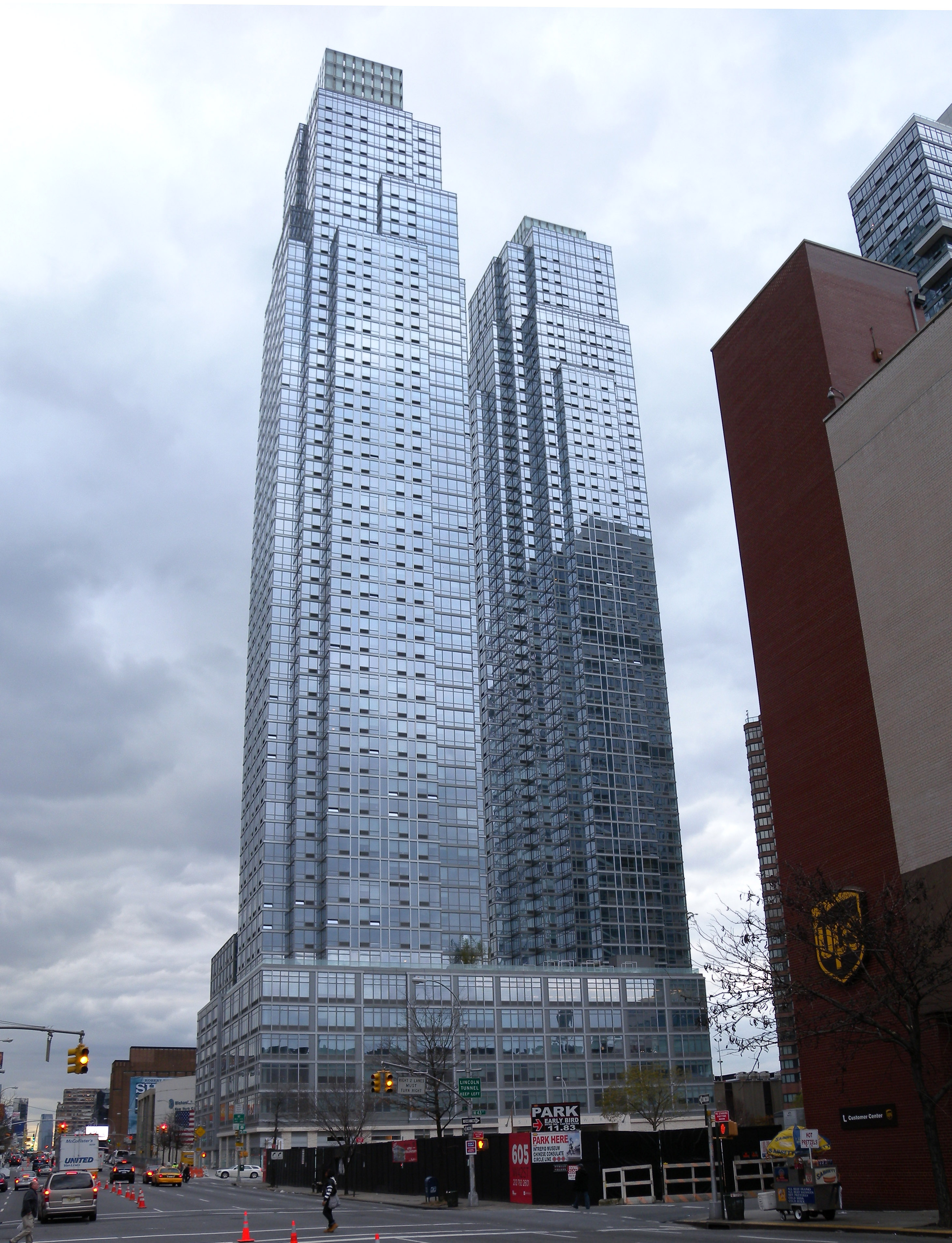
Silver Towers

## Bekannte Immobilien
Hier sind einige bekannte Immobilien/Bauwerke im Besitz von Silverstein Properties aufgelistet:
- One World Trade Center (fertiggestellt), wurde 2006 zum größten Teil von der New Yorker Hafenbehörde, dem Grundstücksbesitzer des Ground Zero New York übernommen (vormaliger Name des Gebäudes Freedom Tower).
- 200 Greenwich Street (Two World Trade Center) (Bau derzeit unterbrochen)
- 175 Greenwich Street (Three World Trade Center) (fertiggestellt)
- 150 Greenwich Street (Four World Trade Center) (fertiggestellt)
- 5 World Trade Center (geplant)
- 7 World Trade Center (fertiggestellt)
- 30 Park Place (99 Church Street) (auch Four Seasons Hotel & Condominiums) (fertiggestellt)
- Silver Towers (fertiggestellt)
- 120 Broadway (fertiggestellt)
- 120 Wall Street (fertiggestellt)
- One River Place (fertiggestellt)
- 1177 Avenue of the Americas (Americas Tower) (fertiggestellt)
- 575 Lexington Avenue (fertiggestellt)
- 514 11th Avenue, in Planung